# (199677) Terzani
(199677) Terzani est un astéroïde de la ceinture principale.

## Description
(199677) Terzani est un astéroïde de la ceinture principale. Il fut découvert le 20 avril 2006 à Vallemare Borbona par Vincenzo Silvano Casulli. Il présente une orbite caractérisée par un demi-grand axe de 2,89 UA, une excentricité de 0,14 et une inclinaison de 17,9° par rapport à l'écliptique.

## Compléments